# Windsor (Californie)
Pour les articles homonymes, voir Windsor.
Windsor est une municipalité américaine du Comté de Sonoma, en Californie. Au recensement de 2010, Windsor comptait 26 801 habitants.

## Personnalités liées
- Barry Mills (1948-), un des principaux chefs de l'Aryan Brotherhood (« Fraternité aryenne »), né à Windsor

## Démographie
| 2000   | 2010   | - | - | - | - |
| ------ | ------ | - | - | - | - |
| 22 744 | 26 801 | - | - | - | - |